# Европейски път Е51
Европейски път E51 е част от европейската пътна мрежа. Той започва в Берлин и завършва в Нюрнберг, Германия. Дължината на пътя е 410 км.

## Маршрут
Пътят се намира изцяло в Германия и преминава през следните градове: Берлин - Лайпциг - Гера - Хиргшберг - Хоф- Байройт - Нюрнберг